# Tranvia di Phoenix
La tranvia di Phoenix (in inglese conosciuta come Valley Metro Rail, IPA: [ˈvæli ˈmɛˌtroʊ reɪl]) è la tranvia che serve la città di Phoenix e le due città satellite di Tempe e Mesa, nello Stato dell'Arizona. È gestita dalla Valley Metro.
Si compone di una sola linea lunga 42 km con 35 stazioni. I lavori di costruzione, dal costo stimato di 70 milioni di dollari per miglio, ebbero inizio nel marzo 2005 e la linea fu poi attivata il 27 dicembre 2008. Il 22 agosto 2015, la linea è stata estesa a est con quattro nuove stazioni e il 19 marzo 2016 è stata estesa a nord con tre nuove stazioni.

## Il servizio
La tranvia è attiva sette giorni su sette, con un servizio ridotto nei fine settimana. Le frequenze variano dai 12 minuti delle ore di punta dei giorni feriali ai 30 minuti delle ore di morbida dei giorni festivi.